# Hypenetes greatheadi
Hypenetes greatheadi är en tvåvingeart som beskrevs av H. Oldroyd 1974. Hypenetes greatheadi ingår i släktet Hypenetes och familjen rovflugor. Inga underarter finns listade i Catalogue of Life.